# Los Angeles Clippers 2004-2005
La stagione 2004-05 dei Los Angeles Clippers fu la 35ª nella NBA per la franchigia.
I Los Angeles Clippers arrivarono terzi nella Pacific Division della Western Conference con un record di 37-45, non qualificandosi per i play-off.

## Roster
| N° | Naz.                           | Ruolo | Sportivo         | Anno | Alt. | Peso |
| -- | ------------------------------ | ----- | ---------------- | ---- | ---- | ---- |
| 0  | Stati Uniti (bandiera)         | G     | Lionel Chalmers  | 1980 | 183  | 82   |
| 4  | Stati Uniti (bandiera)         | G     | Maurice Baker    | 1979 | 185  | 79   |
| 7  | Stati Uniti (bandiera)         | G     | Kenny Anderson   | 1970 | 183  | 76   |
| 9  | Stati Uniti (bandiera)         | G     | Rick Brunson     | 1972 | 193  | 86   |
| 11 | Serbia e Montenegro (bandiera) | C     | Željko Rebrača   | 1972 | 213  | 117  |
| 13 | Stati Uniti (bandiera)         | G     | Quinton Ross     | 1981 | 198  | 88   |
| 14 | Stati Uniti (bandiera)         | G     | Shaun Livingston | 1985 | 201  | 83   |
| 15 | Stati Uniti (bandiera)         | G     | Darrick Martin   | 1971 | 180  | 77   |
| 20 | Serbia e Montenegro (bandiera) | G     | Marko Jarić      | 1978 | 201  | 90   |
| 21 | Stati Uniti (bandiera)         | GA    | Bobby Simmons    | 1980 | 201  | 95   |
| 22 | Nuova Zelanda (bandiera)       | G     | Kirk Penney      | 1980 | 196  | 100  |
| 30 | Stati Uniti (bandiera)         | G     | Kerry Kittles    | 1974 | 196  | 81   |
| 33 | Stati Uniti (bandiera)         | C     | Mikki Moore      | 1975 | 211  | 102  |
| 34 | Senegal (bandiera)             | C     | Mamadou N'Diaye  | 1975 | 213  | 116  |
| 35 | Stati Uniti (bandiera)         | C     | Chris Kaman      | 1982 | 213  | 122  |
| 42 | Stati Uniti (bandiera)         | A     | Elton Brand      | 1979 | 203  | 125  |
| 50 | Stati Uniti (bandiera)         | A     | Corey Maggette   | 1979 | 198  | 99   |
| 54 | Stati Uniti (bandiera)         | A     | Chris Wilcox     | 1982 | 208  | 100  |

## Staff tecnico
- Allenatore: Mike Dunleavy
- Vice-allenatori: Jim Eyen, Kim Hughes, Rory White, Neal Meyer
- Preparatore atletico: Jasen Powell